# Садл Ривер (Њу Џерзи)
Садл Ривер (енгл. Saddle River) град је у америчкој савезној држави Њу Џерзи.

## Демографија
По попису из 2010. године број становника је 3.152, што је 49 (-1,5%) становника мање него 2000. године.
| Група             | 2000.         | 2010.         |
| Белци             | 2.811 (87,8%) | 2.570 (81,5%) |
| Афроамериканци    | 24 (0,7%)     | 66 (2,1%)     |
| Азијати           | 229 (7,2%)    | 297 (9,4%)    |
| Хиспаноамериканци | 82 (2,6%)     | 162 (5,1%)    |
| Укупно            | 3.201         | 3.152         |